# San Canzian d'Isonzo
San Canzian d'Isonzo is een gemeente in de Italiaanse provincie Gorizia (regio Friuli-Venezia Giulia) en telt 6383 inwoners (31-12-2010). De oppervlakte bedraagt 33,6 km², de bevolkingsdichtheid is 176 inwoners per km².
De volgende frazioni maken deel uit van de gemeente: Begliano, Isola Morosini, Pieris (sede comunale), Terranova, Ca’ del bosco, Colassa, Isonzato.

## Demografie
San Canzian d'Isonzo telt ongeveer 2592 huishoudens. Het aantal inwoners daalde in de periode 1991-2001 met 0,9% volgens cijfers uit de tienjaarlijkse volkstellingen van ISTAT.
| Jaar | Inwoneraantal |
| ---- | ------------- |
| 1991 | 5860          |
| 2001 | 5808          |

## Geografie
De gemeente ligt op ongeveer 6 m boven zeeniveau.
San Canzian d'Isonzo grenst aan de volgende gemeenten: Fiumicello (UD), Grado, Ronchi dei Legionari, San Pier d'Isonzo, Staranzano, Turriaco.

## Geboren in San Canzian d'Isonzo
- Fabio Capello (1946), ex-voetballer en voetbalcoach